# بيرسي جونز
بيرسي جونز (بالإنجليزية: Dick Jones)‏ هو ممثل أمريكي، ولد في 25 فبراير 1927 بمقاطعة سكوري في الولايات المتحدة، وتوفي في 7 يوليو 2014 في الولايات المتحدة. من الجوائز التي نالها دزني ليجندز (اساطير دزني) سنة 2000.

## أعمال

### أفلام
- (1939) السيد سميث يذهب إلى واشنطن
- (1940) بريغهام يونغ
- (1940) بينوكيو[5][6][7]

## جوائز
- دزني ليجندز (اساطير دزني) (2000)

## وصلات خارجية
- بيرسي جونز على موقع IMDb (الإنجليزية)
- بيرسي جونز على موقع الموسوعة البريطانية (الإنجليزية)
- بيرسي جونز على موقع ألو سيني (الفرنسية)
- بيرسي جونز على موقع ميوزك برينز (الإنجليزية)
- بيرسي جونز على موقع أول موفي (الإنجليزية)
- بيرسي جونز على موقع قاعدة بيانات الأفلام السويدية (السويدية)
- بيرسي جونز على موقع إن إن دي بي (الإنجليزية)
- بيرسي جونز على موقع ديسكوغز (الإنجليزية)
- بيرسي جونز على موقع قاعدة بيانات الفيلم (الإنجليزية)
- بيرسي جونز على موقع كينوبويسك (الروسية)